# Phryxe myoidea
Phryxe myoidea là một loài ruồi trong họ Tachinidae.